# كولن والش (عازف الأرغن)
كولن والش (بالإنجليزية: Colin Walsh)‏ هو عازف الأرغن بريطاني، ولد في 1955.

## وصلات خارجية
- كولن والش على موقع ميوزك برينز (الإنجليزية)
- كولن والش على موقع أول ميوزيك (الإنجليزية)
- كولن والش على موقع ديسكوغز (الإنجليزية)